# Департамент контррозвідки Служби безпеки України
Департамент контррозвідки Служби безпеки України — функціональний підрозділ Центрального управління Служби безпеки України, який протидіє розвідувальній, терористичній та іншій діяльності спеціальних служб іноземних держав, а також організацій, окремих груп та осіб на шкоду державній безпеці України.

## Опис

### Законодавча регламентація
Контррозвідувальна діяльність в державі регламентується Законом України «Про контррозвідувальну діяльність», затвердженим Верховною Радою України 26 грудня 2002 року.

### Мета і завдання
Метою контррозвідувальної діяльності є попередження, своєчасне виявлення і запобігання зовнішнім та внутрішнім загрозам безпеці України, припинення розвідувальних, терористичних та інших протиправних посягань спеціальних служб іноземних держав, а також організацій, окремих груп та осіб на інтереси та державну безпеку України, усунення умов, що їм сприяють, та причин їх виникнення.
До завдань контррозвідки входять:
- добування, аналітична обробка та використання інформації, що містить ознаки або факти розвідувальної, терористичної та іншої діяльності спеціальних служб іноземних держав, а також організацій, окремих груп та осіб на шкоду державній безпеці України;

- протидія розвідувальній, терористичній та іншій діяльності спеціальних служб іноземних держав, а також організацій, окремих груп та осіб на шкоду державній безпеці України;

- розроблення і реалізація заходів щодо запобігання, усунення та нейтралізації загроз інтересам держави, суспільства та правам громадян.

## Діяльність
Відповідно до Закону України «Про контррозвідувальну діяльність» (2002), метою такої діяльності є попередження, своєчасне виявлення і запобігання зовнішнім та внутрішнім загрозам безпеці України, припинення розвідувальних, терористичних та інших протиправних посягань спецслужб іноземних держав, а також організацій, окремих груп та осіб на державну безпеку України, усунення умов, що їм сприяють, та причин їхнього виникнення. Завдання контррозвідувальної діяльності: добування, аналітичне оброблення та використання інформації, що містить ознаки або факти розвідувальної, терористичної та іншої діяльності спецслужб іноземних держав, а також орг-цій, окремих груп та осіб на шкоду державній безпеці України; протидія розвідувальній, терористичній та іншій діяльності спецслужб іноземних держав, а також орг-цій, окремих груп та осіб на шкоду державній безпеці України; розроблення та реалізація заходів щодо запобігання, усунення та нейтралізації загроз інтересам держави, суспільства та правам громадян.
У перші роки незалежності України контррозвідувальні функції покладено на Головне управління контррозвідки СБУ, створене 27 грудня 1991 року наказом голови Служби національної безпеки України Євгена Марчука. Першим начальником управління у 1991—1992 роках згадується Федяєв Геннадій Олександрович — перед тим згаданий як генерал-майор, начальник 2-ого управління КДБ УРСР.
У перші роки розбудови суверенітету держави контррозвідка відіграла значну роль у протидії спробам інспірування сепаратизму в Криму (т. зв. мєшковщина), русинського сепаратизму тощо. У 1992—2007 роках припинено протиправну діяльність понад 100 громадян України, залучених до співпраці з іноземними розвідками, деяких з них притягнуто до кримінальної відповідальності. 2009 СБУ ініціювала дострокове відкликання з України 11 дипломатів-розвідників (порушено кримінальні справи проти чотирьох громадян України за ознаками державної зради у формі шпигунства та двох іноземців-шпигунів), припинила діяльність 6 злочинних угруповань, які здійснювали незаконні оборудки із радіоактивними та отруйними речовинами, викрила 446 злочинів у сфері боротьби з міжнародним наркобізнесом.
На основі Головного управління контррозвідки СБУ указом Президента України Л. Кучми від 28 січня 1998 року організовано Департамент контррозвідки із завданнями: виявлення, запобігання, припинення та розкриття спроб іноземних спецслужб впливати на розвиток ситуації в Україні в інтересах своїх держав; недопущення втягування громадян України у протиправну діяльність на шкоду інтересам держави; контррозвідувальний захист ЗС та інших військових формувань України від спроб агентурного проникнення до органів військового управління та державних секретів у військовій сфері.
У 2004 р. військова контррозвідка перешкодила незаконним спробам громадян Іраку, Пакистану та Греції завербувати в Україні велику групу найманців і придбати озброєння на 800 млн дол. США.
У 2010—2011 роках викрито та шляхом порушення кримінальних справ за ст. 111 «Державна зрада» та ст. 114 «Шпигунство» Кримінального кодексу України припинено діяльність іноземних спецслужб із залученням 12 громадян України та 6 іноземців, за матеріалами Департаменту контррозвідки видворено з України понад 200 іноземців. Військові контррозвідники забезпечували ядерне роззброєння України, перешкодили незаконному вивезенню 24 стратегічних бомбардувальників Ту-22, крилатих ракет, інших сучасних систем озброєння та техніки, запобігли понад 30 терактам проти українських миротворців в Іраку.
 25 березня 2025 року Департамент контррозвідки Служби безпеки України указом Президента України Володимира Зеленського відзначений почесною відзнакою «За мужність та відвагу».

## Структура
Департамент складається з:
- керівництва;
- управлінь (головних управлінь);
- головних відділів при обласних управліннях СБУ (у ГУ СБУ у м. Києві та Київській області — управління);
- секторів при міжрайонних відділах.

До складу Департаменту контррозвідки входять підрозділи з контррозвідувального пошуку, контррозвідувальних операцій, захисту органів влади та управління, контррозвідувального захисту транспортної, енергетичної інфраструктури тощо.

## Керівництво
Призначається на посаду за поданням Голови Служби безпеки України і звільняється з посади Президентом України.
- (1991—1993) Федяєв Геннадій Олександрович
- (1993—1995) Скибінецький Олександр Матвійович
- (1995—1996) Хомич Андрій Васильович
- (1996) Самойленко Юрій
- (1996—1997) Ільгов Володимир Васильович
- (1997—1998) Пугач Олег Миколайович
- (1998—2001) Омелянчик Леонід Михайлович
- (2001—2003) Макаренко Сергій Олександрович
- (2003—2005) Обаль Олексій Михайлович
- (2005—2006) Комісаров Олександр
- (2006—2008) Галамба Микола Миколайович
- (2008—2010) Павленко Анатолій Єгорович
- (2010—2013) Седельников Олександр Іванович
- (2013—2014) Холявіцький Василь Станіславович
- (лютий 2014) Бік Володимир Валентинович
- (2014—2015) Кондратюк Валерій Віталійович
- (2015—2017) Найда Віталій Анатолійович
- (2017—2019) Петров Олексій Геннадійович
- (2019—2021) Руснак Олександр Васильович
- (2021—2024) Поклад Олександр Валентинович
- (з 31.12.2024) Тупіков Андрій Анатолійович[5]

## Здійснені операції
31 березня 2014 р. силами Департаменту контррозвідки СБУ було затримано С. Кузьмука, капітана «комітету державної безпеки» ПМР (КДБ ПМР), при виконанні шпигунського завдання на території України. Він намагався налагодити канал постачання зброї та боєприпасів з Придністров'я в Україну для дестабілізації ситуації та зриву виборів президента України. Крім того, офіцер КДБ збирав розвіддані стосовно військових частин ЗСУ та прикордонної служби. Показами С. Кузьмук підтвердив належність до кадрового складу КДБ ПМР та повідомив, що керівництво розвідувальною операцією проти України та створення каналу постачання зброї здійснював співробітник Управління розвідки (так зване управління А) КДБ ПМР Стахурський Анатолій Володимирович. Враховуючи наявність у Кузьмука молдовського паспорта, розпочато процедуру передачі його до МВС Молдови. Однак уже станом на 7 квітня 2014 р. Кузьмука було повернуто у ПМР. «Президент» ПМР Шевчук заявив, що звинувачення було сфабриковано.
10 липня 2019 року стало відомо, що силами контррозвідки СБУ затримано підполковника НГУ, який працював при Штабі АТО і збирав інформацію на користь РФ. Він був завербований в 2014 році в анексованому Криму, а у 2016 році влаштувався на військову службу до Головного управління Національної гвардії за сприяння колишнього керівництва НГУ. Він отримав допуск до державної таємниці та ініціативно звернувся до командування щодо направлення його в район проведення антитерористичної операції.